# CIA University
La CIA University (CIAU) est l’installation d’enseignement primaire de la CIA (Central Intelligence Agency) américaine. Fondée en 2002 et située à Chantilly, en Virginie, l’école organise des cours sur divers sujets liés au renseignement, allant de la fabrication d’armes chimiques aux langues étrangères. Les étudiants comprennent les nouveaux employés de la CIA, des officiers expérimentés, du personnel d’appui et des membres d’autres agences de renseignement américaines. La CIAU ne délivre pas de diplômes.

## Historique
La CIA a été fondée en 1947, et en 1950, elle a créé son premier établissement de formation, l’Office de la formation et de l’éducation. Dans les années 1990, après la fin de la guerre froide, les coupes budgétaires ont obligé la CIA à réduire considérablement la taille et la portée de ses programmes de formation. Au cours de son mandat de directeur du renseignement central, George Tenet a décidé que l'agence avait besoin d'un programme de formation élargi afin de fidéliser son personnel talentueux. Tenet ayant autorisé la création d’une nouvelle école de formation peu après les attaques terroristes du 11 septembre 2001, la CIAU a été créée en 2002,. Aujourd'hui, le campus de la CIAU est situé dans les immeubles Dulles Discovery à Chantilly, en Virginie, construits en 2007 et 2010,.

## Cours
La CIAU est le principal établissement d'enseignement de la CIA, travaillant en partenariat avec la National Intelligence University (en) et servant de plaque tournante reliant d'autres programmes d'enseignement de la CIA, tels que la Sherman Kent School for Intelligence Analysis (en),. Elle ne délivre pas de diplôme.
L'école organise entre 200 et 300 cours chaque année. Chaque cours dure généralement deux semaines ou moins, à l'exception de la formation de base des nouveaux employés (désignée "CIA 101"), qui dure plusieurs semaines, et des cours de langues, qui durent entre 21 et 44 semaines. Les officiers de la CIA reçoivent une formation tout au long de leur carrière à l'agence et les offres de cours sont constamment mises à jour pour suivre le rythme de l'actualité. Les cours se déroulent dans une salle de classe traditionnelle ou peuvent être dispensés en ligne, par vidéoconférence ou par podcasts,. Les matières enseignées à l'école comprenaient la fabrication d'armes chimiques, les compétences de communication, la conduite défensive, les bombes sales, la géographie des régions critiques, la technologie de l'information, le renseignement, le blanchiment d'argent, la gestion de projets, le terrorisme, les armes de destruction massive, la prolifération des armes et la formation aux armes,, . De plus, 16 cours de langue sont enseignés à l'école,. À un moment donné, les élèves ont appris à rédiger le President's Daily Brief (PDB); toutefois, la responsabilité de la production de l'APB a été transférée de la CIA au directeur du renseignement national en 2005.

## Étudiants et professeurs
La CIAU forme des recrues d'agences ainsi que des agents de renseignement expérimentés, notamment des analystes du renseignement, des agents des opérations de renseignement, des scientifiques et des ingénieurs du renseignement. L'école forme également des agents de soutien de la CIA, tels que ceux des finances, des ressources humaines ou de la logistique. L’école est composée jusqu’à 15% d’employés d’autres agences de renseignement américaines, telles que la Defense Intelligence Agency et le Federal Bureau of Investigation. La CIAU n’accueille pas d’espions, qui sont généralement des étrangers qui ne sont pas considérés comme des agents du renseignement.
Le corps professoral de l'école se compose d'éducateurs professionnels et d'experts en renseignement issus de l'agence. De nombreuses études de cas et exercices sont tirés de l'expérience historique de la CIA.